# Heinrich Schnitzler (Polizeibeamter)
Heinrich Wilhelm Schnitzler, Pseudonym: Wilhelm Schneider (* 31. März 1901 in Düsseldorf; † 1962 ebenda) war ein deutscher Polizeibeamter.

## Leben und Wirken

### Jugend und frühe Laufbahn
Schnitzler war der Sohn eines Kaufmannes. Nach dem Schulbesuch studierte er Rechtswissenschaften. 1919 trat er in die katholische Zentrumspartei ein, der er bis 1933 angehören sollte. Seit 1921 war er Mitglied der katholischen Studentenverbindung KDStV Hercynia Freiburg im Breisgau.
Am 5. Juni 1924 bestand er die Erste juristische Staatsprüfung mit „ausreichend“. Am 18. Juni 1924 wurde er zum Referendar ernannt. Anschließend war Schnitzler von 1924 bis 1927 im gerichtlichen Vorbereitungsdienst im Bereich des Oberlandesgerichtes Düsseldorf. Seine Beurteilungen für diese Zeit bescheinigen ihm großen Fleiß, schnelle Auffassungsgabe und gesunde Urteile. Nach der Promotion zum Dr. jur. und dem Ablegen der Großen Staatsprüfung, die er am 18. November mit „ausreichend“ bestand, wurde Schnitzler Gerichtsassessor am Amtsgericht Düsseldorf.
Am 16. November 1928 trat Schnitzler in die Preußische Staatliche Polizeiverwaltung über. Zunächst wurde er probeweise dem Polizeipräsidium in Rheydt zugeteilt. 1929 wurde er dort zum Regierungsassessor ernannt. Am 1. November 1929 wechselte Schnitzler ins Polizeipräsidium Frankfurt am Main. Zur selben Zeit begann Schnitzler sich berufsständisch zu organisieren: 1930 trat er in den Republikanischen Richterbund und in den Katholischen Beamtenverein ein.
Am 16. August 1930 wurde Schnitzler als Regierungsrat ins Berliner Polizeipräsidium berufen, in dem er in der Abteilung IA tätig war. 1931 wurde er dort als Leiter des Dezernates 4, Bearbeitung aller Angelegenheiten betreffend Organisation und Betätigung der linksgerichteten, nichtkommunistischen Bewegung (insbesondere Anarchisten, Syndikalisten, Kommunistische Arbeiterpartei, Allgemeine Arbeiter-Union, USPD) eingesetzt. Seine Hauptaufgabe zu dieser Zeit bestand in der polizeilichen Beobachtung und Überwachung der SPD. In diesem Zusammenhang fungierte Schnitzler während der Vorbereitung des „Preußenschlages“ am 20. Juli 1932 als Verbindungsmann zwischen Generalleutnant Gerd von Rundstedt und dem Berliner Polizeipräsidium. Im selben Jahr wurde Schnitzler zum Dezernenten der 2 e für Kulturelle Organisationen der KPD, Zersetzung in der Reichswehr und Schutzpolizei und gleichzeitig zum Berichterstatter der neu gegründeten Zentralstelle des Landeskriminalpolizeiamtes ernannt. 
Während seiner Zeit bei der Berliner Polizei knüpfte Schnitzler Kontakte zum Nachrichtendienst der SA, mit dem er schließlich zusammenarbeitete, sowie zu Rudolf Diels, damals Referent in Sachen Kommunistenabwehr im Innenministerium und später erster Chef der Gestapo.

### Tätigkeit bei der Gestapo (1933 bis 1934)
Nach der Gründung der Gestapo im Frühjahr 1933 wurde Schnitzler als Vertrauensmann Diels ins Geheime Staatspolizeiamt in Berlin berufen, wo ihm zunächst die Leitung des Dezernats 1A (Generalia) übertragen wurde. Faktisch galt er zu dieser Zeit als rechte Hand Diels. 
Im Februar 1933 war Schnitzler angeblich an der Organisation der Massenverhaftungen nach dem Reichstagsbrand beteiligt. Seine Rolle im Zusammenhang mit dem Brand selbst und seiner polizeilichen Untersuchung ist umstritten: Während Forscher wie Hans Mommsen und Fritz Tobias davon ausgehen, dass der Niederländer Marinus van der Lubbe den Reichstag als Alleintäter in Brand steckte, lehnt der Forscherkreis um Pierre Gregoire und Walther Hofer diese These als unglaubwürdig ab und geht von einer Brandstiftung durch die Nationalsozialisten aus.
Am 22. August 1933 wurde Schnitzler, der seit dem 1. Mai 1933 der NSDAP angehörte (Mitgliedsnummer 3.488.791), bevorzugt zum Regierungsrat befördert. Die erforderliche Planstelle wurde erst am 1. Oktober 1933 geschaffen. Im Dezember desselben Jahres wurde er schließlich Leiter der Abteilung I (Organisation und Verwaltung) des Geheimen Staatspolizeiamtes und führte gleichzeitig weiterhin das Dezernat IA. Im Herbst 1932 begann eine Kampagne von NSDAP-Stellen – hinter der wahrscheinlich der SD stand –, die Schnitzler seine Vergangenheit in der sozialdemokratisch geführten Preußischen Polizei vorwarfen. Zu seiner Verteidigung legte Schnitzler verschiedene Unterlagen vor, wonach er bereits vor der nationalsozialistischen Machtübernahme mit NS-Stellen zusammengearbeitet und insbesondere nachrichtendienstliches Material ausgetauscht hatte.
Als Heinrich Himmler und Reinhard Heydrich im April 1934 den Machtkampf um die Kontrolle der Gestapo zu ihren Gunsten entscheiden konnten und Diels durch Heydrich als Leiter des Geheimen Staatspolizeiamtes ersetzt wurde, schied auch Schnitzler als Vertrauensmann Diels aus der Gestapo aus.

### Spätere NS-Zeit (1934 bis 1945)
Zum 1. Mai 1934 erhielt Schnitzler erneut eine Stellung im preußischen allgemeinen Verwaltungsdienst: er wurde zunächst beim Landratsamt Rhein-Wupper beschäftigt und war anschließend bis zum Juni 1938 Leiter des Polizeiamtes in Remscheid, das dem Polizeipräsidium Wuppertal unterstand. Vom 1. Februar 1935 bis zum 1. August 1938 war Schnitzler zudem auch Leiter des Kreisrechtsamtes im Kreisgebiet Bergisches Land. Im Dezember 1935 erwarb er außerdem das SA-Sportabzeichen.
Aus Schnitzlers erster Ehe mit Maria Katharina Brigitta Spelz (* 8. Oktober 1898 in Elberfeld; † 6. März 1939 in Essen) ging während seiner Zeit in Remscheid ein Sohn, Dirk (* 16. Juni 1937), hervor. 
Bald nach seiner Teilnahme an einem Lehrgang für Rechtswahrer in der Reichsschulungsburg im Schloss Erwitte vom 20. bis 29. April 1938 wurde Schnitzler mit Wirkung zum 1. Juli 1938 als Beamter zum Verbandspräsidium des Siedlungsverbandes Ruhrkohlenbezirk in Essen versetzt. Diese Stellung trat er am 11. Juli 1938 an.
Am 23. August 1939 wurde Schnitzler zur Luftwaffe eingezogen, der er, unterbrochen von einer Unabkömmlichstellung in der Zeit vom 1. Oktober 1941 bis 16. April 1942, bis zum Ende des Zweiten Weltkrieges als Reserveoffizier angehörte. In der Luftwaffe wurde er zunächst dem Flakregiment 44 und später dem Stab Höhere Kommandeure der Flakartillerieschule in Berlin zugeteilt. Später gehörte er dem Stab des Luftgaukommandos VI in Münster in Westfalen an. Am 1. Juli 1942 wurde Schnitzler zum Hauptmann der Reserve befördert. Beruflich bemühte er sich zu dieser Zeit um die Beförderung zum Oberregierungsrat und um die Zusage zur Übernahme in die Reichsversorgungsverwaltung für die Zeit nach dem Krieg.
Während des Krieges heiratete Schnitzler, dessen erste Frau 1939 infolge einer Krebserkrankung verstorben war, am 3. April 1940 in zweiter Ehe die Fabrikbesitzertochter Karola Hildegard Fischer-Fürwentsches (* 5. August 1912 in Dülken). Aus dieser Ehe ging ein weiterer Sohn, Frank, hervor (* 1941).

### Nachkriegszeit
Nach dem Ende des Zweiten Weltkrieges wurde Schnitzler erneut im Staatsdienst beschäftigt. Zuletzt war er Ministerialrat in der Polizeiabteilung des Innenministeriums des Landes Nordrhein-Westfalen beschäftigt.
Politisch-publizistisch tat Schnitzler sich in der Nachkriegszeit durch seine energischen Bemühungen hervor, in der öffentlichen Meinung eine Neubewertung der Frühphase der NS-Zeit durchzusetzen. Zu diesem Zweck trat er zunächst in der zweiten Hälfte der 1940er Jahre in Korrespondenz zu Rudolf Diels und zahlreichen anderen Angehörigen der Gestapo der Jahre 1933 und 1934, wie Helmut Heisig und Walter Zirpins. Bis in die frühen 1950er Jahre stellten sich die Mitglieder dieses Netzwerkes ehemaliger Gestapobeamten gegenseitig für ihre jeweiligen Entnazifizierungsverfahren Bescheinigungen aus, die die angeblich anständige Haltung der Politischen Polizei unter Diels im Allgemeinen und vor allem die integrere Haltung des jeweils betroffenen Kollegen im Speziellen bestätigten.

## Schriften
- Erinnerungen an Erich Klausener, Aufzeichnung vom 4. März 1947. (Privatdruck)
- Der Reichstagsbrand in anderer Sicht, in: Neue Politik, Zürich 1949 (anonym veröffentlicht)
- Prisoner Of War No. 3404933 – Tagebuch 31. März 1945 bis 22. September 1945 (herausgegeben von Dierk Henning Schnitzler und Klaus Michael Schnitzler), Norderstedt 2014